# Marí Alkatiri
Marí bin Amude Alkatiri, född 26 november 1949 i Dili, är en östtimoresisk politiker (Fretilin). Han var landets premiärminister 20 maj 2002–26 juni 2006 och 15 september 2017-22 juni 2018. Innan premiärministerposten inrättades var han chefsminister 20 september 2001-20 maj 2002.
Alkatiri, som var ett av 11 syskon, föddes i huvudstaden Dili. Han lämnade landet 1970 för studier i Angola. Under den indonesiska ockupationen av Östtimor 1975–2002 levde han i exil i Angola och Moçambique och har haft höga ämbeten i det sistnämnda landet. Alkatiri är av arabiskt ursprung och är muslim.
Den 26 juni 2006 tvingades Alkatiri avgå som premiärminister på grund av den roll han spelat under de oroligheter som skakade Östtimor tidigare samma år.